# Phytomyza auricornis
Phytomyza auricornis är en tvåvingeart som beskrevs av Frost 1927. Phytomyza auricornis ingår i släktet Phytomyza och familjen minerarflugor.
Artens utbredningsområde är New York. Inga underarter finns listade i Catalogue of Life.